# محمدصادق کوپال

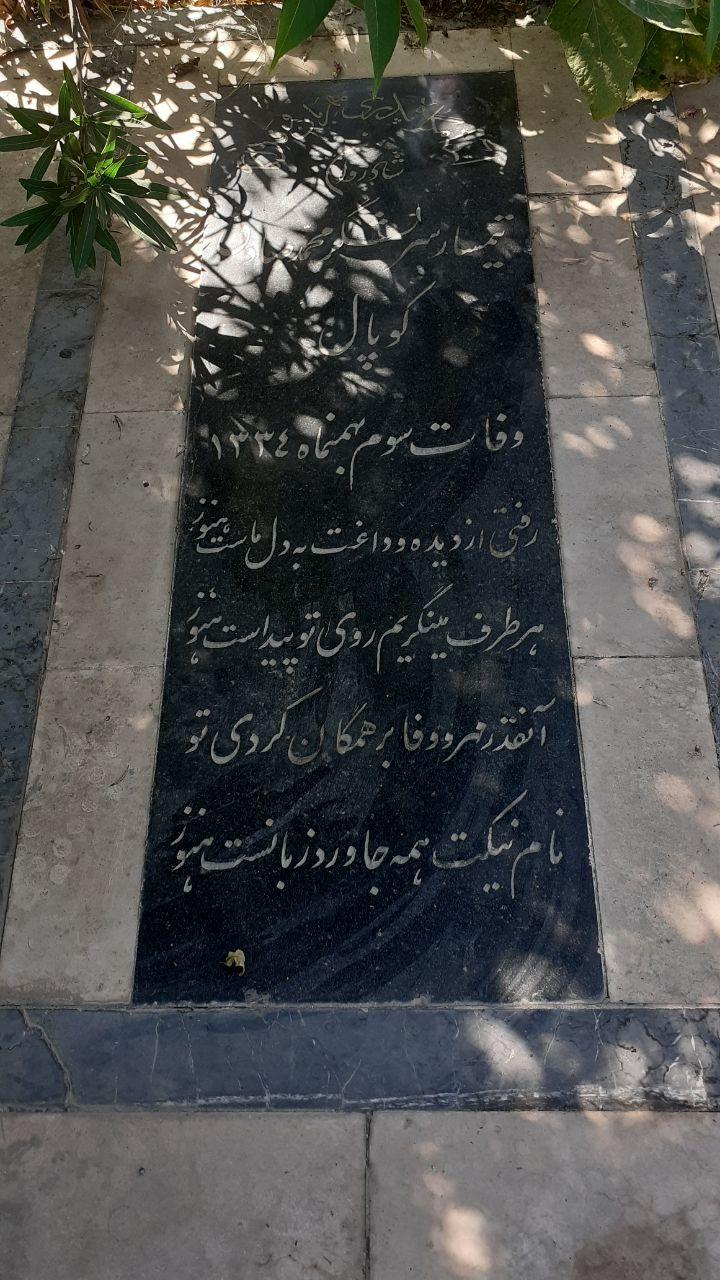
مزار تیمسار محمد صادق کوپال در گورستان ابن بابویه شهرری

محمد صادق خان کوپال (زاده ۱۲۷۲ خوی – درگذشته ۳ بهمن ۱۳۳۴ تهران) از رجال سیاسی و نظامی اواخر قاجاریه و اوایل دوره پهلوی بود.

## زندگی‌نامه
سرلشکر محمدصادق کوپال فرزند میرزا محمد تاجر، متولد ۱۲۷۲ در خوی است. پس از انجام تحصیلات مقدماتی در ایران، به استانبول رفت و از دانشکدهٔ افسری آنجا در رشتهٔ توپخانه فارغ‌التحصیل گردید و دانشگاه جنگ آن کشور را نیز گذرانید. بعد از مراجعت به ایران، وارد ژاندارمری شد و مدارج نظامی را در آنجا طی کرد. در جنگ‌های مختلف از جمله جنگ با سالارالدوله شرکت داشت. مدتی نیز ریاست ژاندارمری فارس با او بود. در آن سمت نیز خدماتی انجام داد. در جنگ بین‌المللی اول جزء مهاجرین بود و مدتی در کرمانشاه و استانبول اقامت داشت. در ۱۲۹۹ با درجهٔ سرهنگی فرمانده ژاندارمری کردستان بود که کودتا انجام گرفت و او به تهران احضار شد و در تشکیلات جدید ارتش، آجودان شد و مدتی والی پشتکوه بود. در ۱۳۰۸ با درجهٔ سرتیپی ریاست شهربانی به او محول شد ولی ریاست او زیاد طول نکشید و در آذر ۱۳۰۹ برکنار شد. در دوره کوتاه ریاست کوپال بر شهربانی روند تعقیب مخالفان سیاسی حکومت رضاشاه ادامه یافت. برخی رجال درجه اول نظیر نصرت‌الدوله فیروز در این دوره محاکمه و در زندان شهربانی محبوس شدند.
مشاغل بعدی او عبارتند از ریاست اداره نظام وظیفه، رئیس ستاد لشکر آذربایجان، وابسته نظامی در ترکیه، ریاست رکن چهارم ستاد ارتش، فرماندهی نیروهی هوائی و ریاست قورخانه.

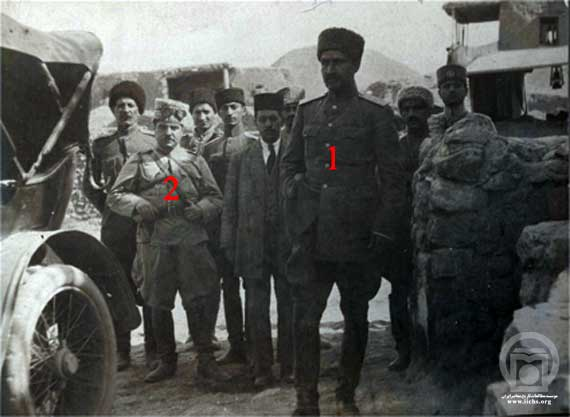
شماره دو سمت چپ: محمد صادق کوپال

کوپال بعد از شهریور ۱۳۲۰ استاندار آذربایجان غربی شد و مدتی نیز ظاهراً به جرم فاشیست بودن در زندان متفقین بسر برد. بعد از آزادی از زندان، ریاست دادرسی ارتش را گرفت. در ۱۳۲۶ با احراز درجهٔ سرلشکری، رئیس ژاندارمری کل کشور گردید و در ۱۳۳۰ ریاست شهربانی به او سپرده شد؛ ولی اوضاع و احوال آن روز ریاست او را طولانی نکرد و در تیرماه ۱۳۳۱ از کار کنار رفت و بازنشسته شد و از آن تاریخ به بعد کاری به او داده نشد.
او تنها افسری است که در ارتش ایران مدت ۲۰ سال در درجهٔ سرتیپی توقف نموده است. کوپال در اوایل سلطنت رضاشاه یکی از صاحبان قدرت بود و با اشخاصی مانند تیمورتاش و داور و نصرت‌الدوله برابری می‌کرد. به همین دلیل در ۳۸ سالگی به ریاست نظمیه کل مملکتی (شهربانی کشور) منصوب شد ولی نتوانست موقعیت خود را حفظ کند. سرلشکر کوپال در سال ۱۳۳۴ در سن ۶۲ سالگی در تهران درگذشت و در ابن بابویه شهرری به خاک سپرده شد.

## سمت‌ها
- فرماندهی آتشبار توپ شنیبدر کوهستانی در توپخانه
- حکومت پشتکوه از ۱۳۴۷
- ریاست کل شهربانی کشور
- سرپرستی کل اداره هواپیمایی (از ۱۳۵۰ ه ق. / ۱۳۱۰ ه ش)
- ریاست اداره کل ژاندارمری
- فرمانداری نظامی رضائیه (از شهریور ۱۳۲۰ ه ش)
- ریاست کل شهربانی (از ۱۳۳۰ ه ش.

## درجات نظامی
- سلطانی (سروانی) (۱۳۳۰ ه ق)
- سرگردی (۱۳۳۳)
- سرتیپی (۱۳۴۸ ه ق. / ۱۳۰۸ ه ش)
- سرلشکری (۱۳۶۵)